# Stephan A. Tölle
Stephan Alexander Tölle (* 16. Januar 1976 in Marl) ist ein deutscher Schauspieler.

## Leben
Tölle erlangte im Schauspielstudio von Margot Höpfner 1998 die Bühnenreife. Im selben Jahr übernahm er eine Rolle im Kleinen Theater Bad Godesberg in dem Stück Arsen und Spitzenhäubchen von Joseph Kesselring. Im darauffolgenden Jahr war er an der Landesbühne Rheinland-Pfalz in Shakespeares Tragödie Macbeth zu sehen. In den Jahren 2000/2001 war er Mitglied der Scherenburgfestspiele Gemünden und spielte in Zuckmayers Drama Der Hauptmann von Köpenick und in Shakespeares Komödie Ein Sommernachtstraum. Zum Ensemble der Scherenburgfestspiele gehörte er auch 2003, 2004, 2007, 2012 und 2013 erneut, so unter anderem in der Inszenierung von Umberto Ecos Roman Der Name der Rose, Shakespeares Der Widerspenstigen Zähmung und Curt Goetz’ Komödie Das Haus in Montevideo. Engagiert war er außerdem an der Komödie am Altstadtmarkt in Braunschweig (2006), im Alten Schauspielhaus Stuttgart (2008) sowie am Ernst-Deutsch-Theater in Hamburg (2015). In den Jahren 2009–2011 und 2014 war er Mitglied der Karl-May-Spiele Bad Segeberg.
Tölles erste Filmrolle hatte er 2006 in dem Kurzfilm O Sole Mio. Daran schlossen sich im Jahr 2007 Rollen in Annas Geheimnis, der Fernsehserie Der Landarzt, dem Kurzfilm Sommersonntag von Fred Breinersdorfer, und der Komödie Die Frau des Frisörs an. Seitdem ist er in verschiedenen Rollen für Film und Fernsehen zu sehen. Im zweiten Fall des von Til Schweiger verkörperten Ermittlers Nick Tschiller, dem Tatort: Kopfgeld, spielte er 2013 einen Pfleger. Seit 2015 verkörpert er in der ARD-Krimireihe Nord bei Nordwest die Rolle des Herrn Töteberg, dem Bestatter in Schwanitz.
Tölle arbeitet auch als Sprecher für Hörspiele und die Werbung. Er lebt in Hamburg.

## Filmografie (Auswahl)
- 2006: O Sole Mio (Kurzfilm)
- 2007: Annas Geheimnis (Fernsehfilm)
- 2008: Sommersonntag (Kurzfilm)
- 2008: Der Landarzt (Fernsehserie, Folge Wendepunkte)
- 2008: Die Frau des Frisörs (Fernsehfilm)
- 2008, 2021: Notruf Hafenkante (Fernsehserie, verschiedene Rollen, 2 Folgen)
- 2009: Woran dein Herz hängt (Fernsehfilm)
- 2010: Das Glück ist eine Katze
- 2010: Unter anderen Umständen: Tod im Kloster (Fernsehreihe)
- 2010: Zimtstern und Halbmond
- 2011: Nach der Hochzeit bin ich weg! (Fernsehfilm)
- 2012: Die Pfefferkörner (Fernsehserie, Folge Versklavt)
- 2012: Wohin der Weg mich führt (Fernsehfilm)
- 2013: Lotta & die frohe Zukunft (Fernsehreihe)
- 2013: Als meine Frau mein Chef wurde …
- 2013: Tür an Tür (Fernsehfilm)
- 2013: Morden im Norden (Fernsehserie, Folge Der Fingerzeig)
- 2014: Vier kriegen ein Kind (Fernsehfilm)
- 2014: Tatort: Kopfgeld (Fernsehreihe)
- 2015: Heiraten ist nichts für Feiglinge (Fernsehfilm)
- 2015: Große Fische, kleine Fische (Fernsehfilm)
- 2015: Dr. Klein (Fernsehserie, Folge Schicksal)
- 2015, 2016: Herzensbrecher – Vater von vier Söhnen (Fernsehserie, 2 Folgen)
- seit 2015: Nord bei Nordwest (Fernsehreihe) → siehe Besetzung
- 2016: Die Spezialisten – Im Namen der Opfer (Fernsehserie, Folge Der heilige Krieger)
- 2016: Hubert und Staller (Fernsehserie, Folge Babyblues)
- 2016: Tatort: Der große Schmerz
- 2016: Tatort: Borowski und das Fest des Nordens
- 2016: Heldt (Fernsehserie, Folge Falschgeld)
- 2016: Solo für Weiss – Die Wahrheit hat viele Gesichter (Fernsehreihe)
- 2018:  Sarah Kohr – Mord im Alten Land (Fernsehreihe)
- 2018, 2022: SOKO Wismar (Fernsehserie, verschiedene Rollen, 2 Folgen)
- 2018: Die Affäre Borgward (Fernsehfilm)
- seit 2018: Nord Nord Mord (Fernsehreihe) → siehe Besetzung
- 2020: Viele Kühe und ein schwarzes Schaf
- 2020: Der Zürich-Krimi: Borchert und die tödliche Falle (Fernsehreihe)
- 2020: Altes Land (Fernsehfilm)
- 2020: Das Geheimnis des Totenwaldes (Fernsehfilm)
- 2020: Der starke Hans (Märchenfilm der ARD-Reihe Sechs auf einen Streich)
- 2022: Trügerische Sicherheit
- 2022: Muspilli
- 2024: SOKO Hamburg (Fernsehserie, Folge Schlechte Karten)
- 2025: Stralsund: Blutgeld

## Theater (Auswahl)
- 1998: Arsen und Spitzenhäubchen – Kleines Theater (Bad Godesberg)
- 1999: Macbeth – Landesbühne Rheinland-Pfalz
- 2000: Der Hauptmann von Köpenick – Scherenburgfestspiele Gemünden
- 2001: Ein Sommernachtstraum – Scherenburgfestspiele Gemünden
- 2002: Tartuffe – Landesbühne Rheinland-Pfalz
- 2003: Der Name der Rose und 2004: Im weißen Rößl – Scherenburgfestspiele in Gemünden
- 2006: Ladies Night – Komödie am Altstadtmarkt in Braunschweig
- 2007: Der Widerspenstigen Zähmung – Scherenburgfestspiele in Gemünden
- 2008: Die weiße Rose – Altes Schauspielhaus Stuttgart
- 2009: Der keusche Lebemann und Der Brandner Kaspar – Landesbühne Rheinland-Pfalz
- 2010, 2011: Der Schatz im Silbersee; Halbblut und Der Ölprinz – Karl-May-Spiele Bad Segeberg
- 2012, 2013: Das Haus in Montevideo und Die spanische Fliege – Scherenburgfestspiele in Gemünden
- 2014: Unter Geiern – Karl-May-Spiele Bad Segeberg
- 2015: Rumpelstilzchen – Ernst-Deutsch-Theater in Hamburg
- 2016: Die Vermessung der Welt – als Alexander von Humboldt – Landesbühne Rheinland-Pfalz
- 2017: Old Surehand – Karl-May-Spiele Bad Segeberg
- 2018: Winnetou und das Geheimnis der Felsenburg – Karl-May-Spiele Bad Segeberg
- 2022: Der Ölprinz – Karl-May-Spiele Bad Segeberg
- 2023: Winnetou I – Blutsbrüder  – Karl-May-Spiele Bad Segeberg
- 2024: Winnetou II – Ribanna und Old Firehand – Karl-May-Spiele Bad Segeberg